# Chris Hoy

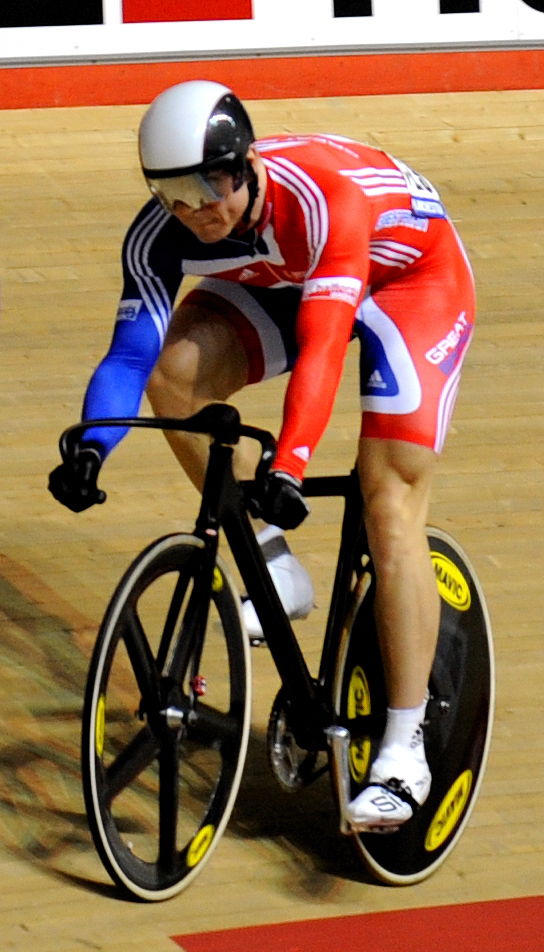
Chris Hoy 2008.

Christopher Andrew "Chris" Hoy, född 23 mars 1976 i Edinburgh, är en brittisk och skotsk cyklist på bana. Han blev utsedd till medlem i Brittiska Imperieorden efter året 2005 efter att ha gjort mycket för cykelsporten i landet. Han blev 2008 dubbad till riddare. Hoy är flerfaldig världs- och olympisk mästare och har vunnit flera guld- och silvermedaljer. Han vann tre guldmedaljer i de Olympiska sommarspelen 2008. Med de tre guldmedaljerna i bagaget var han den mest framgångsrika skotska idrottsmannen i de Olympiska spelens historia, han blev den första brittiska idrottsmannen att vinna tre guldmedaljer i samma Olympiska spel sedan Henry Taylor, 1908, och han blev också den mest framgångsrika olympiska cyklisten genom tiderna.

## Tidiga år
Innan Chris Hoy började med bancykling tävlade skotten på BMX från 7 års ålder till och med 14 år, och han var rankad som tvåa i Storbritannien, femma i Europa och nia i världen i sporten. Han blev under sina BMX-år sponsrad av Slazenger och Kwik-fit och tävlade i Europa och USA. Hoy tävlade också i Skottlands juniorlag i rodd och slutade tvåa i de brittiska mästerskapen 1993 för juniorer i så kallad dubbelsculler med lagkamraten Grant Florence. Han spelade också rugby i sin skolas lag.
Chris Hoy började cykla med sin första cykelklubb, Dunedin CC, under 1992 och han började träna mer på bana, varför han valde att byta klubb till City of Edinburgh Racing Club, som är en av de mest framgångsrika klubbarna på bancykling.

## Professionell karriär
När skotten började tävla för seniorerna var det nästan helt bancyklingen som var viktig och han blev en del av det brittiska nationslaget 1996.
Skotten vann sin första olympiska medalj i Sydney 2000 när han vann silver i lagsprint tillsammans med Jason Queally, som tidigare under tävlingen vunnit kilometerlopp, och Craig McLean. Under säsongen tog han också silver i lagsprint under världsmästerskapen tillsammans med sina lagkamrater från de Olympiska spelen.
Två år senare tog han två guldmedaljer i världsmästerskapen när han vann kilometerlopp och lagsprint, vilket innebar att han fick cykla i den regnbågsfärgade världsmästartröjan under resten av året när han tävlade i de två grenarna. Hoy började tävla i kilometerlopp under 2001 efter att kompisen Jason Queally tagit guld i de Olympiska spelen i Sydney 2000. Under världscupen i Sydney vann Chris Hoy kilometerlopp och lagsprint, precis som under världsmästerskapen. Han vann också guldmedalj i Samväldesspelen 2002 i Manchester i kilometerlopp före sina landsmän Jason Queally och Jamie Staff.
Hoy åkte till Kapstaden under 2003 och vann där kilometerlopp och lagsprinten. Tillsammans med Craig McLean och Jason Queally, med vilka han vunnit silver i Sydney 2000, vann Chris Hoy de brittiska nationsmästerskapen. Dock blev han bara trea i kilometerlopp efter just sina lagsprintkamrater. Världsmästerskapen blev ett misslyckande för skotten under året då han vann brons i lagsprint och blev fyra i kilometertävlingen.

### 2004
Sin första guldmedalj i de Olympiska sommarspelen tog han 2004 i Aten, där han vann i kilometerlopp före fransmannen Arnaud Tournant och tysken Stefan Nimke, genom att sätta den bästa tiden någonsin på havsnivå. Efter den olympiska medaljen hade han under karriären vunnit alla de stora tävlingarna, världsmästerskapen, Olympiska spelen men också Samväldesspelen, för en bancyklist.
I maj 2004 vann Chris Hoy världsmästerskapen i kilometerlopp, efter att ha misslyckats året innan, och slutade trea i lagsprinten i Melbourne. Det brittiska laget fortsatte säsongen genom att sluta tvåa i lagsprinten i Moskva. Tillsammans med Craig McLean och Jamie Staff vann Chris Hoy lagsprinten i Manchester före Nederländerna och Frankrikes lag. I maj åkte Chris Hoy till Australien och Sydney och vann där kilometerlopp och lagsprinten.

### 2005
Redan den 7 januari tog Chris Hoy sin första seger när han vann kilometerlopp före Ben Kersten och Stefan Nimke under tävlingarna i Manchester. Storbritannien vann också lagsprinten, där Chris Hoy, Craig McLean och Jason Queally deltog.
I slutet av mars 2005 vann Chris Hoy, Jason Queally och Jamie Staff lagsprinten i världsmästerskapen. Theo Bos och Jason Queally kom båda före skotten i kilometerlopp. Hoy vann därefter de brittiska nationsmästerskapen i 1000 meter herrar. I december 2005 återvände han till Manchester och vann kilometerlopp före landsmannen Queally och nederländaren Tim Veldt. Hoy tillsammans med Ross Edgar och Craig McLean vann lagsprinten före Nederländerna och Tyskland i Manchester.
Under vårsäsongen 2005 tävlade Chris Hoy också i Japan i den internationella keirin-serien och slutade tvåa som den mest framgångsrika utländska cyklisten.

### 2006
Samväldesspelen 2006 startade i mars 2006. Ben Kersten från Australien och Jason Queally från Storbritannien slutade båda två framför skotten Chris Hoy i kilometerlopp. Men tre dagar senare vann det skotska laget bestående av Ross Edgar, Chris Hoy och Craig McLean lagsprinten före det brittiska laget, bestående av Matthew Crampton, Jason Queally och Jamie Staff. Trea blev Australien med Ryan Bayley, Shane Kelly och Shane Perkins.
Världsmästerskapen 2006 gick av stapeln i april i Bordeaux. Frankrike vann lagsprinten före Storbritannien och Australien. En dag senare cyklade Hoy till sig guldmedaljen i keirin före nederländaren Theo Bos och skotten Ross Edgar. Ytterligare en dag därpå vann skotten Chris Hoy kilometerlopp.
I december samma år vann han keirin i Sydney innan han dagen därpå blev trea i sprint efter de franska cyklisterna Mickaël Bourgain och Kévin Sireau. Säsongen 2006 slutade i Peking med en första plats i keirin före Arnaud Tournant och Teun Mulder.

### 2007
Säsongen 2007 på bana började Chris Hoy med att vinna keirin och lagsprint med Matthew Crampton och Jamie Staff i Los Angeles. Han vann också keirin, lagsprint med Ross Edgar och Craig McLean och 1000 meter herrar i Manchester. Under världsmästerskapen vann Chris Hoy både keirin och 1000 meter herrar. I december 2007 vann han keirin i Sydney före landsmannen Ross Edgar och nederländaren Theo Bos. Hoy avslutade säsongen med att vinna keirin i Peking före fransmannen Arnaud Tournant.

### 2008
Under säsongen 2008 vann han keirin i världscuptävlingen i Ballerup, Danmark och slutade tvåa i sprint efter fransmannen Kévin Sireau. Vinsten i Ballerup innebar att han vunnit 23 tävlingar i rad i keirin. Hoy vann senare under säsongen världsmästerskapen i sprint och keirin och slutade tvåa i lagsprinten med landsmännen Ross Edgar och Jamie Staff efter Frankrike. I augusti 2008 åkte Chris Hoy som storfavorit till de Olympiska sommarspelen 2008. Han vann guldmedaljer i keirin och lagsprint med Jamie Staff och Jason Kenny. Senare under tävlingarna vann han sitt tredje guld, när han vann sprint före landsmannen Jason Kenny.

### 2008/2009
Chris Hoy deltog inte i den första världscuptävlingen, i Manchester, under säsongen 2008/2009. Han valde i stället att kommentera tävlingen för BBC. I december 2008 startade han i Revolution 22, en tävling i Manchester. Han vann tävlingarna i sprint och keirin före bland annat Jason Kenny, Jamie Staff, Ross Edgar, Matthew Crampton och Teun Mulder.
Chris Hoy vann, tillsammans med Jason Kenny och Jamie Staff, lagsprinten i världscupen i Köpenhamn. Han kraschade under tävlingens keirinlopp och missade den sista tävlingsdagen. Han blev inte allvarligt skadad utan undkom med några blåmärken och smärta. Han kunde inte tävla som planerat vid Revolution 22 i Manchester helgen därpå. Han var tvungen att dra sig ur VM i Polen i slutet av mars, där han skulle ha försökt att vinna tre VM-titlar, på grund av en höftskada.

### 2009/2010
Hoy startade 2009/10-säsong på National Cycling Centre, Manchester under British National Championships. Under tävlingen tog Chris Hoy sin första nationella mästerskapstitel någonsin. Han tog guld i keirin, individuell sprint och lagsprint. Under tävlingen företrädde han Team Sky tillsammans med Jamie Staff and Jason Kenny.
Han tävlade sedan i den första omgången av UCI World Cup i Manchester och tog där guld i männens keirinlopp. Under dag två tog han hem guldmedaljen i individuell sprint före Matthew Crampton i finalen.

### Olympiska spelen 2012

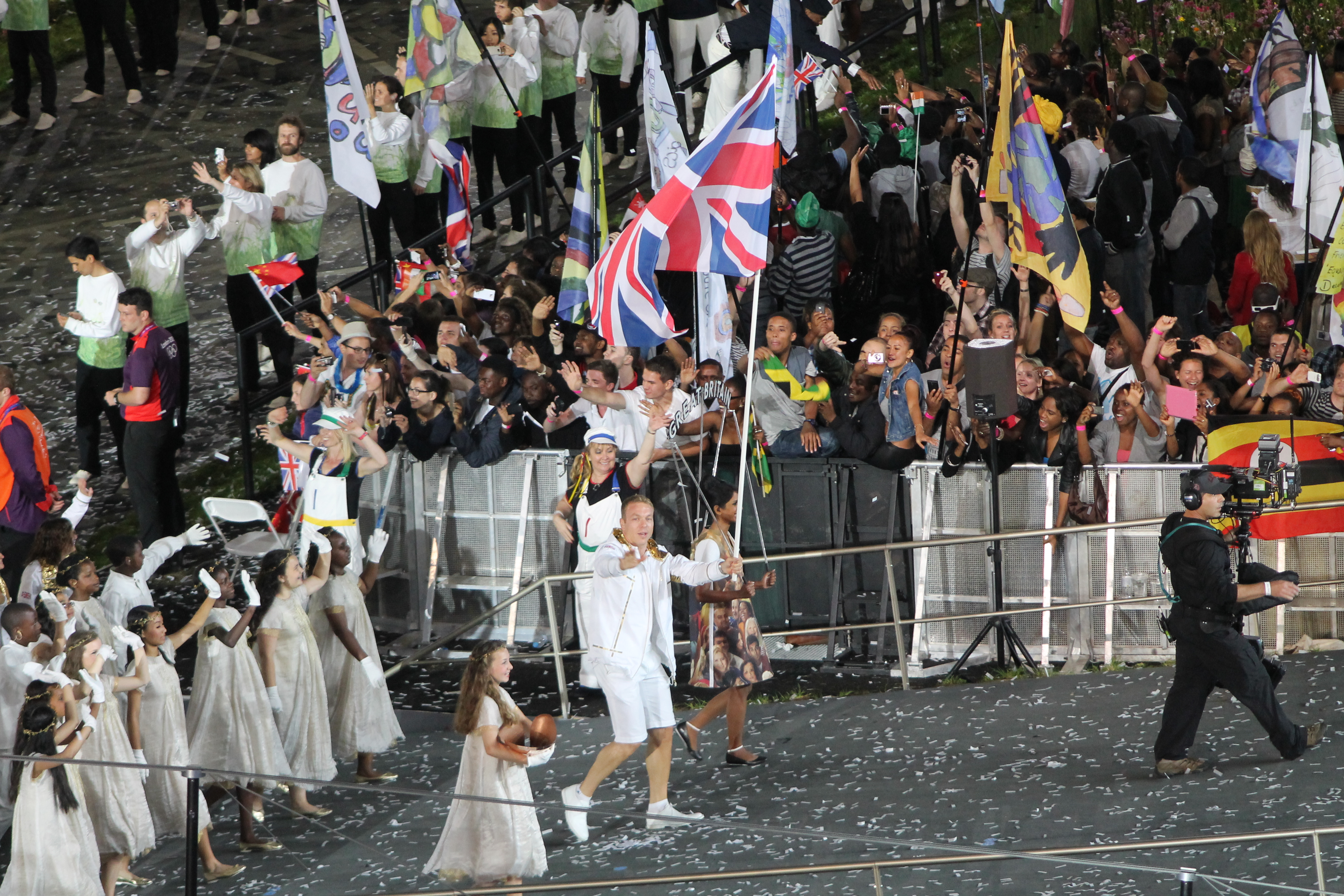
Chris Hoy leder in Team GB under invigningsceremonin vid olympiska sommarspelen 2012.

Hoy var ambassadör för de Olympiska sommarspelen 2012 i London. Han ledde Team GB och var dess flaggbärare under öppningsceremonin. Han var med och slog världsrekord i herrarnas lagsprint tillsammans med Jason Kenny och Philip Hindes. Den 7 augusti vann Hoy guld i Keirin och slog då Steven Redgraves tidigare brittiska OS-guld rekord på fem medaljer. Guldet gav honom också delad plats tillsammans med cyklisten Bradley Wiggins i antal medaljer tagna av britter under olympiska spelen.
Den 18 april 2013 meddelade Hoy att han avslutar sin cykelkarriär, stolt över vad han åstadkommit för sportens ökande popularitet under sin karriär.

## Motorsport
Efter cykelkarriären har Hoy ägnat sig åt motorsport. Han har bland annat tävlat i brittiska GT-mästerskapet och i rallycross. 2015 vann han LMP3-klassen i Le Mans Series, tillsammans med Charlie Robertson.